# Foncine-le-Haut
Foncine-le-Haut è un comune francese di 1 058 abitanti situato nel dipartimento del Giura nella regione della Borgogna-Franca Contea.

## Società

### Evoluzione demografica
Abitanti censiti